# D100国道 (土耳其)
D.100是土耳其一条由西向东的国道。它起于保加利亚边界检查站Kapıkule，止于伊朗边界检查站Gürbulak。由于它由西向东贯穿整个土耳其，它穿过了大部分从北到南的国道：D_650、D_750、D_850和D_950。